# Dysoxylum malabaricum
Dysoxylum malabaricum är en tvåhjärtbladig växtart som beskrevs av Richard Henry Beddome och C. Dc.. Dysoxylum malabaricum ingår i släktet Dysoxylum och familjen Meliaceae. Inga underarter finns listade i Catalogue of Life.